# 滕王亭子石塔

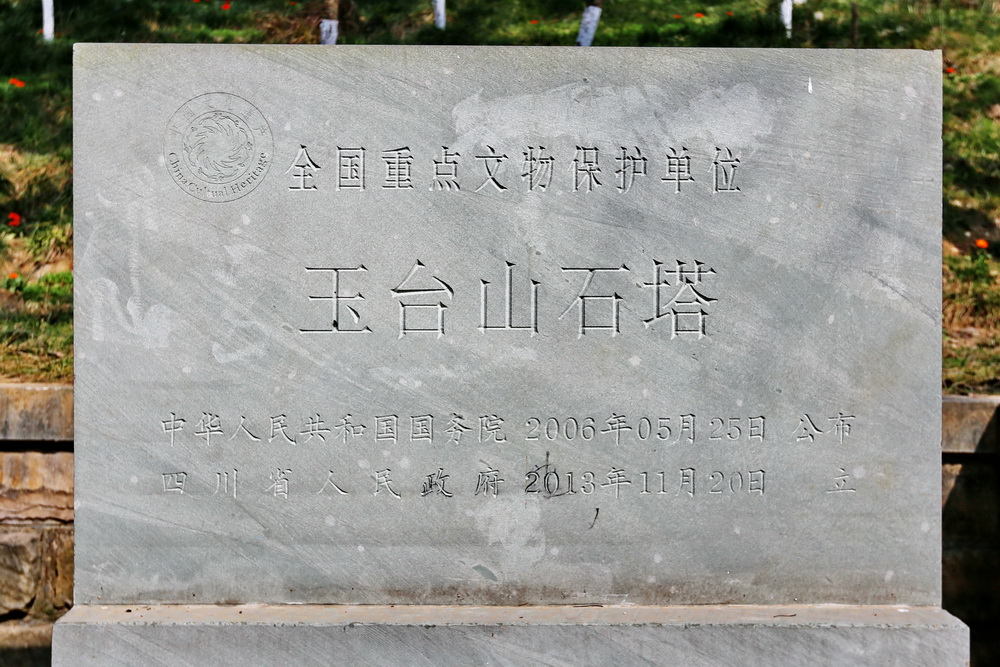
国保碑

玉台山石塔，又称滕王亭子石塔，位於四川省南充市閬中市，文物遺址年代判定為唐。2002年12月27日公佈為四川省第六批省級文物保護單位，併入巴巴寺、川北道貢院，並改名為閬中古建築群。2006年5月25日列為第六批全國重點文物保護單位。